# John Moelaert
John Moelaert (Brugge, 14 januari 1943 – aldaar, 8 maart 2023) is een voormalig Belgische voetballer.

## Spelerscarrière
Toen Cercle Brugge in 1966 degradeerde naar Derde Klasse wegens een vermeend omkoopschandaal, waarbij Cercle een jaar later in ere werd hersteld, kwamen Gilbert Bailliu en Moelaert naar Club Brugge en gingen Mitchell, Roger Verkeyn en Roger Blieck naar Cercle. John Moelaert was aanvankelijk een linksbuiten bij Cercle, maar werd bij toeval linksback en bleef dat ook bij Club. Enkel in zijn laatste seizoen, wanneer het profvoetbal echt vorm begon te krijgen, verloor hij zijn basisplaats bij Club. Moelaert was een typische speler voor Club, grote inzet en fysieke kracht. Hij was erbij in 1968 en 1970 toen Club Brugge bekerwinnaar werd.

## Trainer
Bij Racing Harelbeke, Eendracht Aalter en SV Wevelgem was hij speler - trainer. Nadien werd hij trainer van Sporting Beernem, SV Jabbeke, Eendracht De Haan, Excelsior Zedelgem en Eendracht De Haan.
In 1995 besliste hij het voetbal achter zich te laten.